# 1649

## Esdeveniments
- Fundació de la capital de Mongòlia.

## Naixements
- 5 de gener, Valldemossa: Margalida Beneta Mas i Pujol -Aina Maria del Santíssim Sagrament-, lul·lista, mística i escriptora mallorquina (m. 1700).[1]
- 20 d'agost, Roma: Teresa del Po, pintora, gravadora, miniaturista italiana del Barroc tardà (m. 1713).[2]

## Necrològiques
- Olot: Joan Pere Fontanella, jurista i Conseller en Cap de Barcelona durant la Guerra dels Segadors.
- Antoni Marquès, frare agustí, orador i teòleg.
- 10 de juny, Yanping - Fuzhou (Xina): Giulio Aleni, jesuïta italià, matemàtic, geògraf, missioner a la Xina (n. 1582).[3]